# モハメド・トラオレ (1988年生のサッカー選手)
モハメド・トラオレ（フランス語: Mohamed Traoré、1988年11月18日 - ）は、マリ共和国のサッカー選手。マリ代表。ポジションはFW。

## クラブ歴
ASレアル・バマコからクラブ・アフリカーンに移籍し、現地紙から「バマコの狐」（Zorro de Bamako）と称された。その後、FCシオンに移籍したが出場時間は1分に止まった。その後、アル・イスマイリーSCやアル・メレイクSC等に所属した。

## 代表歴
2010年10月9日に行われたアフリカネイションズカップ2012予選のリベリア代表戦で代表初出場。2014年6月29日に行われた中華人民共和国代表戦で初得点。